# Crisostom Dantz
Dantz Crisostom (n. 27 ianuarie 1944 - d. 26 octombrie 2022, Buhuși, județul Bacău) a fost un antrenor român de handbal.

## Biografie
A finalizat cursurile liceale în orașul natal. A absolvit Facultatea de Educație Fizică la Institutul Pedagogic Iași, unde a fost coleg și prieten cu antrenorul Constantin Teașcă la I.E.F.S. București. Profesor la Liceul „Ion Borcea” Buhuși, Școala „Mihai Eminescu” Buhuși și S. S. E. Bacău, a urcat toate treptele ierarhiei didactice, a fost implicat, și ca metodist, în activitatea de perfecționare a cadrelor didactice. 

## Palmares în sportul școlar
A obținut, cu elevii pe care i-a coordonat, la competițiile naționale, peste 60 de locuri I, II, III. De 14 ori a obținut locul I. Competițiile la care a participat: handbal fete, handbal băieți, baschet băieți, fotbal fete, fotbal băieți, tenis de masă, atletism, gimnastică ritmică, șah. În două rânduri, 1985 și 1988, baza sportivă a Școlii „Mihai Eminescu” Buhuși, pe care a amenajat-o/ administrat-o împreună și cu prof. Angela Dantz, soția sa, a obținut locul I la competiția națională. Timp de șase ani (1983-1989), această bază sportivă a fost apreciată ca fiind cea mai bună din județul Bacău. Construirea sălilor de sport de la Școala ,,Mihai Eminescu” și Liceul „Ion Borcea” a avut ca suport proiecte la elaborarea/ aprobarea/ finanțarea cărora a participat și prof. Crisostom Dantz.

## Palmares în handbal
A fost, în perioada 1968-1994, antrenor al echipei de handbal feminin ,,Textila” Buhuși. A realizat cu această echipă patru promovări în Divizia A (1970, 1979, 1980, 1994), locul al III-lea în Divizia A (1974), locul al II-lea la Cupa F. R. H. (1976), locul al II-lea la Cupa „Congresului U.G.S.R.” (1976). 
Echipa „Textila” a câștigat și turnee internaționale importante de handbal desfășurate la Buhuși, Subotița (Iugoslavia), Plovdiv (Bulgaria), Halle (R.D.G.), Olomuc (Cehoslovacia). Multe dintre handbalistele pe care le-a antrenat au fost cooptate în loturile naționale de senioare, tineret și junioare. Privind peste timp în statisticile care evidențiază participarea la loturile naționale a handbalistelor pe care le-a descoperit/ antrenat, am putea lesne alcătui o echipă națională de senioare și cel puțin două de junioare. 
Printre sportivele antrenate de prof. Dantz se regăsesc buhușencele Elena Ciubotaru (119 selecții și 265 de goluri la echipa națională, locul 8 la Campionatul Mondial din '82 și locul 5 la Campionatul Mondial din '86 , câștigătoarea Cupei Cupelor în '89 cu Știința Bacău, a Cupei EHF cu Ferrobus Mislata Valencia, în 2000 și altele..), Lidia Stan (114 selecții în echipa națională, locul 2 la CM '73, locul 4 la CM din '75, locul 7 la CM '78 ), Munteanu Emilia (34 de selecții și 28 de goluri în echipa națională, locul 4 la Campionatul Mondial din '71) sau a Viorica Vieru (27 selecții și 10 goluri la echipa națională, locul 2 la CM '73), dar și alte nume precum 

## Premii și distincții
Activitatea sa a fost răsplătită cu numeroase premii și distincții, printre care:
- „Placheta de argint” (1974) – Federația Română de Handbal”
- „Merite pentru activitatea sportivă” (1975) – Consiliul Național pentru Educație Fizică și Sport
- „Diploma de merit pentru contribuția adusă în organizarea competiției sportive naționale «Daciada»”(1982)
- „Diploma de excelență” (2004) – Inspectoratul Școlar al Județului Bacău
- „Diploma de recunoștință” (2007) – Sindicatul Învățământ Bacău

Este cetățean de onoare orașului Buhuși.
A realizat capitolul „Sport” al „Monografiei orașului Buhuși”, o radiografie inedită a acestui domeniu. A colaborat cu tehnicieni renumiți ai handbalului precum Eugen Bartha, Dumitru Popescu Colibași, Paul Cercel, Ion Gherhard. Este un nume de referință în istoria handbalului românesc.